# Alpler Stock
Alpler Stock är en bergstopp i Schweiz. Den ligger i kantonen Uri, i den centrala delen av landet, 100 km öster om huvudstaden Bern. Toppen på Alpler Stock är 2 091 meter över havet.